# Walter Winnig
Walter Albert Winnig (* 22. Mai 1885 in Berlin, Deutsches Reich; † 11. November 1974 ebenda) war ein deutscher Kapellmeister, Komponist und Filmkomponist. 

## Leben und Wirken
Winnig besuchte die Oberrealschule und ließ sich künstlerisch am Konservatorium von Dresden fortbilden. 1925 übernahm ihn die UFA als Kapellmeister, seit 1927 komponierte er auch Partituren, die bei Stummfilmvorführungen – beginnend mit Produktionen von Carl Froelich (Regie) und mit Henny Porten in der Hauptrolle (1927/28) – eingesetzt wurden. Als Kapellmeister wirkte er zeitgleich aber auch bei ausländischen Stummfilmen wie beispielsweise Der Benzinteufel, die in Berlin in den Kinosälen liefen. 
Kurz nach Einführung des Tonfilms verließ Winnig die musikalische Spielfilmbetreuung und wechselte zum Kultur-, Werbe- und Dokumentarfilm. Er blieb im Dienst der UFA für die er bis 1944 zahlreiche zumeist kurze Filme musikalisch untermalte, ehe er 1944/45, in der Endphase des Zweiten Weltkriegs, eingezogen wurde. Nach dem Krieg fand der in Berlin-Wilmersdorf ansässige Walter Winnig zunächst Beschäftigung bei Filmdokumentationen sowohl aus Ost als auch West. Im Alter von 70 Jahren verabschiedete er sich weitgehend in den Ruhestand.

## Filmografie
Bis 1931 Musik zu Spielfilmen, danach zu Dokumentarfilmen:
- 1927: Violantha
- 1927: Der geheimnisvolle Spiegel
- 1927: Du sollst nicht stehlen
- 1928: Lotte
- 1928: Zuflucht
- 1929: Die Mitternachts-Taxe
- 1929: Die weißen Rosen von Ravensberg
- 1929: Der Mann, der nicht liebt
- 1929: Der Held aller Mädchenträume
- 1931: Die Schlacht von Bademünde (musikal. Ltg.)
- 1931: Wäsche – Waschen – Wohlergehen
- 1932: Im Land der 1000 Seen
- 1933: Perlender Sonnenschein
- 1933: Mit Kreuzer “Königsberg” in See
- 1934: Liebe zur Harmonika (Regie)
- 1934: F.P. 1 wird Wirklichkeit
- 1934: Schären und Fjorde an der Adria
- 1934: Strömungen und Wirbel
- 1935: Chinesische Städte
- 1935: Abessinien von heute – Blickpunkt der Welt
- 1935: Briefe fliegen über den Ozean
- 1936: Land unter Wolken
- 1936: Lustiges Hundevolk
- 1937: Ohne Fleiß keinen Preis
- 1937: Die Posaune
- 1937: Gesunde Jugend – starkes Volk
- 1937: Flieger, Funker, Kanoniere
- 1938: Castilianische Burgen
- 1938: Unser Brot
- 1938: Natur und Technik
- 1938: Weltstraße See – Welthafen Hamburg
- 1939: Verwertung schafft Werte
- 1940: Gesundheit ist kein Zufall
- 1940: Spitzweg, ein Malerpoet
- 1941: Unsere Infanterie
- 1942: Freiheit für Finnland
- 1942: Kamerad Pferd ist krank
- 1943: Netz aus Seide
- 1943: Zehn Finger leisten mehr als zwei
- 1944: Kaninchen
- 1947: Diphterie
- 1950: Brücke der Jahrhunderte
- 1951: Aufbau
- 1951: Das ist meine Welt
- 1952: Flamme als Werkzeug
- 1955: Tag für Tag, Stunde um Stunde, im Dienste der Volksgesundheit
- 1955: Martin, warum weinest Du
- 1970: Der gute Lohn